# Thomas R. Ross
Thomas Randolph Ross, född 26 oktober 1788 i Chester County i Pennsylvania, död 28 juni 1869 i Warren County i Ohio, var en amerikansk politiker (demokrat-republikan). Han var ledamot av USA:s representanthus 1819–1825.
Ross efterträdde 1819 William Henry Harrison som kongressledamot.
Ross är begravd på Lebanon Cemetery i Lebanon i Ohio.